# Hoàng Vũ Samson
Hoàng Vũ Samson (* 6. Oktober 1988 in Kaduna), ehemals Samson Kayode Olaleye, ist ein nigerianisch–vietnamesischer Fußballspieler. Nach seiner Einbürgerung als vietnamesischer Staatsbürger im Jahr 2013 wird sein Name nun auf dessen Landessprache wiedergegeben.

## Karriere
Seinen ersten Vertrag unterschrieb Đặng Văn Lâm 2007 in Quảng Ninh beim Than Quảng Ninh FC. Hier schoss er bis 2008 in 22 Spielen 20 Tore in der Vietnamese National Football First League. 2009 wechselte er nach Cao Lãnh zum Erstligisten FC Đồng Tháp. Hier schoss er 43 Tore in 49 Spielen. Am 15. August 2011 wechselte er nach Spanien. Hier unterschrieb er einen Vertrag bei Atlético Madrid B. Vier Tage später, am 19. August 2011, wurde er an den portugiesischen Club Sporting Braga ausgeliehen. Die Leihe endete am 14. September 2011. Am darauffolgenden Tag ging er nach Vietnam zurück und unterschrieb einen Vertrag bei Hà Nội FC. Der Verein spielte in der V.League 1 und ist in Hanoi beheimatet. Bis 2017 schoss er 103 Tore in 145 Spielen. Samson hält damit den Rekord für die meisten erzielten Tore. 2018 führte ihn sein Weg nach Thailand. Hier unterschrieb er einen Vertrag bei Buriram United, einem Verein, der in der Thai League spielte. Nach zwei Einsätzen kehrte er im März 2018 nach Vietnam zurück und schloss sich seinem ehemaligen Club Hà Nội FC an. Hier spielte er bis Ende 2019. In 25 Ligaspielen traf er 21 Mal ins gegnerische Tor. 2020 wechselte er zum FC Thanh Hóa nach Thanh Hóa. Für Thanh Hóa stand er 22-mal in der ersten Liga auf dem Spielfeld. Im Oktober 2021 unterzeichnete er in Ho-Chi-Minh-Stadt einen Vertrag beim ebenfalls in der ersten Liga spielenden Hồ Chí Minh City FC und seit September 2023 steht er beim Ligarivalen
Quảng Nam FC unter Vertrag

## Erfolge
Hà Nội FC
- Vietnamesischer Meister: 2013, 2016, 2018, 2019
- Vietnamesischer Vizemeister: 2011, 2012, 2014, 2015
- Vietnamesischer Supercup-Sieger: 2018, 2019
- Vietnamesischer Pokalsieger: 2019

## Auszeichnungen
V.League 1
- Torschützenkönig: 2013 (14 Tore), 2014 (23 Tore)